# Béu
Béu é uma vila e comuna angolana que se localiza na província de Uíge, pertencente ao município de Sacandica.
Anteriormente uma comuna do município de Maquela do Zombo, em 5 de setembro de 2024 foi transferido para a jurisdição do novo município de Sacandica.